# Richard Egan (Schauspieler)
Richard Egan (* 29. Juli 1921 in San Francisco; † 20. Juli 1987 in Los Angeles) war ein US-amerikanischer Filmschauspieler und Stuntman.

## Leben
Egan wuchs in einem römisch-katholisch geprägten Elternhaus auf, das täglich die Messe besucht haben soll. Sein einziger Bruder, Willis Egan, wurde sogar später Philologe und Jesuitenpriester. Nach dem Besuch der University of San Francisco, die er mit einem Bachelor of Arts abschloss, musste Egan wie andere Männer seines Jahrganges Militärdienst im Zweiten Weltkrieg ableisten. Doch aus Gewissensgründen vermied es Egan, Dienst an der Waffe zu tun und fungierte stattdessen als Kampfsporttrainer, der seine Soldatenkollegen in Judo ausbildete. Auch soll Egan in Geheimprojekte der US Army involviert gewesen sein, allerdings gilt dies als unbestätigt. Nach dem Krieg absolvierte Egan die Stanford University, er erlangte 1948 einen Master of Arts, danach studierte und unterrichtete er für einige Zeit an der Northwestern University. Hier wurde er von einem Talentscout von Warner Bros. entdeckt, der Egan 1949 zu seiner ersten Filmrolle in Die Geschichte der Molly X verhalf.
In den kommenden Jahrzehnten verkörperte Egan vor der Kamera meist Autoritätspersonen wie Polizisten oder Offiziere. 1956 stand er zusammen mit Elvis Presley in dessen Filmdebüt Pulverdampf und heiße Lieder vor der Kamera. 1959 wirkte er, im Vorspann erstgenannt, in der Rolle eines Familienvaters an dem Kinohit Die Sommerinsel mit. 1960 verkörperte Egan in dem Abenteuerfilm  Das Schwert von Persien als persischer König Xerxes I. eine seiner bekanntesten Filmrollen. In Der Löwe von Sparta, ebenfalls 1960 inszeniert, war er als König Leonidas präsent. Im selben Jahr trat er außerdem noch in der Kinderbuchverfilmung Alle lieben Pollyanna auf.
Noch 1960 wurde Egan für die Hauptrolle der Western-Fernsehserie Empire verpflichtet, mit der er in den USA populär wurde; die Serie wurde 1963 in Redigo umbenannt, ehe sie eingestellt wurde. Nach dem Ende dieser Serie fanden sich für Egan nicht mehr viele bedeutende Rollen, dennoch arbeitete er bis in sein Todesjahr weiter als Schauspieler. Er selbst äußerte 1966 in einem Interview, der Heldentypus, den er verkörpert habe, sei in Hollywood aus der Mode geraten, und er habe ungern Antihelden spielen wollen. Neben seiner Arbeit als Schauspieler betätigte sich Egan auch als Stuntman, selbst wenn er für diese Tätigkeit im Vor- und Abspann unerwähnt blieb. Für seine Verdienste wurde Egan von der Stuntmen's Association of America zum „Ehrenstuntman“ ernannt.
Privat führte er für ein in Hollywood untypisch unspektakuläres Leben. Nach einer Liaison mit der Schauspielerin Susan Hayward, Mitte der 1950er Jahre, heiratete er am 7. Juni 1958 die Schauspielerin Patricia Hardy. Das Paar bekam fünf Kinder, von denen bekannt ist, dass Sohn Rich Egan Eigentümer von Vagrant Records ist und Tochter Maureen Egan als Regisseurin von Musikvideos sowie als Autorin bei MTV gearbeitet hat.
Richard Egan starb 9 Tage vor seinem 66. Geburtstag an Prostatakrebs; er wurde in Culver City auf dem dortigen Holy Cross Cemetery bestattet.

## Filmografie (Auswahl)
- 1949: Die Geschichte der Molly X (The Story of Molly X)
- 1950: The Killer That Stalked New York
- 1950: Im Solde des Satans (The Damned Don’t Cry)
- 1950: Reiter ohne Gnade (Kansas Raiders)
- 1950: Der Panther (Highway 301)
- 1950: Gefährliche Mission (Wyoming Mail)
- 1950: Geheimpolizist Christine Miller (Undercover Girl)
- 1950: Fahr zur Hölle (Return of the Frontiersman)
- 1951: Mord in Hollywood (Hollywood Story)
- 1951: Sieg über das Dunkel (Bright Victory)
- 1951: Dschingis Khan – Die goldene Horde (The Golden Horde)
- 1951: Die Flamme von Arabien (Flame of Araby)
- 1952: Zwei räumen auf (Cripple Creek)
- 1952: Korea (One Minute to Zero)
- 1952: Des Teufels Erbe (The Devil Makes Three)
- 1952: Kampf um den Piratenschatz (Blackbeard the Pirate)
- 1952: Die Schlacht am Apachenpaß (The Battle at Apache Pass)
- 1953: Explosion in Nevada (Split Second)
- 1953: Hände weg, Jonny! (Wicked Woman)
- 1954: Gog
- 1954: Die Gladiatoren (Demetrius and the Gladiators)
- 1955: Sensation am Sonnabend (Violent Saturday)
- 1955: Die Unbezähmbaren (Untamed)
- 1955: Die sieben goldenen Städte (Seven Cities of Gold)
- 1955: Die goldene Galeere (Underwater!)
- 1955: Unvollendete Liebe (The View from Pompey's Head)
- 1956: Blut an meinen Händen (Tension at Table Rock)
- 1956: Pulverdampf und heiße Lieder (Love Me Tender)
- 1956: Bungalow der Frauen (The Revolt of Mamie Stover)
- 1957: Drei Schritte vor der Hölle (Slaughter on 10th Avenue)
- 1958: Die Stimme im Spiegel (Voice in the Mirror)
- 1958: Kampfflieger (The Hunters)
- 1959: These Thousand Hills
- 1959: Die Sommerinsel (A Summer Place)
- 1960: Das Schwert von Persien (Esther and the King)
- 1960: Der Löwe von Sparta (The 300 Spartans)
- 1960: Alle lieben Pollyanna (Pollyanna)
- 1962–1963: Empire (Fernsehserie, 33 Folgen)
- 1963: Redigo (Fernsehserie, 15 Folgen)
- 1968: Chubasco
- 1969: Dosierter Mord (The Big Cube)
- 1969: Schußfahrt (Downhill Racer)
- 1970: Das Geisterhaus (The House That Would Not Die) (Fernsehfilm)
- 1973: Die Straßen von San Francisco (Fernsehserie, Folge The Unicorn)
- 1977: Der Tiger aus Taipeh (The Amsterdam Kill)
- 1979: The Sweet Creek County War
- 1982–1987: Capitol (Fernsehserie, 7 Folgen)

## Auszeichnung
- 1953: Golden Globe Award als Bester Nachwuchsdarsteller für The Glory Brigade